# 연애도적
"연애도적"은 한국에서 제작된 엄준 감독의 1971년 영화이다. 트위스트 김 등이 주연으로 출연하였고 신상옥 등이 제작에 참여하였다.

## 출연

### 주연
- 트위스트 김